# Telgaon
Telgaon è una suddivisione dell'India, classificata come census town, di 7.145 abitanti, situata nel distretto di Surguja, nello stato federato del Chhattisgarh. In base al numero di abitanti la città rientra nella classe V (da 5.000 a 9.999 persone).

## Geografia fisica
La città è situata a 23° 21' 29 N e 82° 58' 57 E.

## Società

### Evoluzione demografica
Al censimento del 2001 la popolazione di Telgaon assommava a 7.145 persone, delle quali 3.806 maschi e 3.339 femmine. I bambini di età inferiore o uguale ai sei anni assommavano a 1.150, dei quali 597 maschi e 553 femmine. Infine, coloro che erano in grado di saper almeno leggere e scrivere erano 4.641, dei quali 2.780 maschi e 1.861 femmine.